# آدم روجرز
آدم روجرز هو لاعب كرة القدم الكندية كندي، ولد في 9 ديسمبر 1985 في Woodville, Ontario ‏ في كندا.